# Петър Танчев
 Тази статия е за държавника.  За търговеца вижте Петър Танчев (търговец).  
Петър Танчев Желев е български политик, Секретар (Председател) на Българския земеделски народен съюз (БЗНС) от 1974 до 1989 г.

## Биография
Петър Танчев е народен представител в I (1950 – 1953), II (1954 – 1957), III (1958 – 1961), IV (1962 – 1965), V (1966 – 1971), VI (1971 – 1976), VII (1976 – 1981), VIII (1981 – 1986) и IX народно събрание (1986 – 1990).
Петър Танчев е роден през 1920 г. в село Гледка, Хасковско. През 1935 г. става член на лявото крило на Българския земеделски младежки съюз, а през 1940 – 1942 г. е арестуван за политическата си дейност. През 1944 г. завършва право в Софийския университет „Свети Климент Охридски“.
След Деветосептемврийския преврат през 1944 г. влиза в централното ръководство на БЗНС, а от 1974 г. е негов лидер. Между 1945 и 1948 г. е секретар на Централния комитет на демократичната младеж. От 1948 г. е заместник организационен секретар на Постоянното присъствие на БЗНС. Участва в правителството като министър на правосъдието (1962 – 1966), вицепремиер (1966 – 1971) и първи вицепремиер (1971 – 1974). От 1974 до 1989 е първи заместник-председател на Държавния съвет.
През 1987 г. получава Ленинска награда за мир от съветското правителство.
Свален от поста Секретар на БЗНС след промените на 10 ноември 1989 г., с аналогичен пленум на УС на БЗНС на 2 декември 1989 г. заедно със своите заместници, организационният и селскостопанският секретари на ПП на БЗНС Алекси Иванов и Пандо Ванчев от вътрешно партиен преврат, начело с дотогавашния международен секретар на ПП на БЗНС Ангел Димитров, избран на негово място за Секретар на БЗНС и члена на ПП на БЗНС и завеждащ международния отдел на БЗНС Виктор Вълков, избран за Организационен секретар на Постоянното присъствие на БЗНС, намиращи се в близки отношения с новото ръководство на БКП и НРБ, начело с Петър Младенов и Андрей Луканов.

## Семейство
Петър Танчев е женен за професор Кичка Танчева, която преди 1989 г. е ръкодводител на Стоматологичния институт. От брака си с нея има син, професор Евгени Танчев, председател на Конституционния съд от 16 ноември 2009 г. до 15 ноември 2012 г., както и 2 внучки, дъщери на сина му – Милена Танчева и Петра Танчева.

## Награди
- Герой на социалистическия труд (1980)
- Орден Георги Димитров (1970)
- Орден Георги Димитров (1980)
- Орден "13 века България (1984)
- Носител на Международна ленинска награда (СССР, 1987)
- Орден Народна република България I ст. (1959).
- Орден Звезда на Дружба между народите – златен (ГДР, 1986)
- Орден Карл Маркс (ГДР, 1989)
- – Орден „Дружба Народов“ – (СССР)(1980)
- Медал „30 години от Победата над фашистка Германия“ (1975)[2]
- Медал „40 години от Победата над Хитлерофашизма“ (1985)[3]
- Медал „1300 години България“ (1981)
- Медал „40 години от Социалистическата революция в България“ (1984)
- Медал „90 години от рождението на Георги Димитров“ (1972)
- Медал „100 години от рождението на Георги Димитров“ (1982)
- Медал „25 години Народна власт“ (1969)
- Медал „50 години от юнското антифашистко въстание“ (1973)
- Медал „Отечествена война 1944 – 1945“ (1947)
- Медал „100 години Априлско въстание“ (1976)